# Johann Heinrich von Schmitt
Heinrich Sebastian von Schmitt, né le 7 mai 1740 à Pest en Hongrie et mort le 11 novembre 1805 à Dürnstein, est un officier général autrichien au service de la monarchie des Habsbourg. Il se forge une solide réputation de géomètre, de cartographe et de stratège lors des guerres menées par l'Autriche contre l'Empire ottoman. Participant à la guerre de la Première Coalition au sein de l'état-major, puis en tant que feld-maréchal-lieutenant, il est l'un des plus proches conseillers de l'archiduc Charles pendant la campagne de celui-ci au sud-ouest de l'Allemagne dans le cadre de la Deuxième Coalition.
En 1799, sa réputation est ternie par l'assassinat des plénipotentiaires français au congrès de Rastatt, dans lequel son implication n'est cependant pas prouvée. Il est mis à la retraite l'année suivante en raison de sa mésentente avec le nouveau commandant en chef de l'armée impériale. Lorsque la guerre reprend à nouveau en 1805, Schmitt est rappelé à l'armée et affecté aux forces austro-russes regroupées sur le Danube. Il est tué le 11 novembre à la bataille de Dürenstein, probablement par un tir ami.

## Biographie

### Famille et éducation
Heinrich Sebastian von Schmitt naît le 7 mai 1740 à Pest en Hongrie, selon le dictionnaire de référence de Karl Friedrich von Enzenthal. D'autres sources le font naître en 1743 dans l'électorat de Bavière, tandis qu'Oleg Sokolov le dit « originaire de la ville de Krems ». Il est le fils de Johann Sebastian von Schmitt, Rittmeister (équivalent de capitaine de cavalerie) dans le régiment de cuirassiers autrichiens Comte Cordova, et de son épouse Elisabeth. En 1742, le régiment de son père prend part à la bataille de Sahay puis au siège de Prague, avant de servir en Bavière et en Rhénanie pendant l'année 1743. Orphelin de père en 1752, il entre le 25 juin 1758 à l'École impériale d'ingénierie de Gumpendorf, où il reçoit une éducation et une formation technique approfondies. 
À sa sortie de l'école, Schmitt est affecté comme Fähnrich (enseigne) au régiment d'infanterie no 15 Pallavicini le 15 novembre 1761. Au sein de cette unité, il participe à la guerre de Sept Ans sur le théâtre de Bohême, de 1763 à 1765. L'absence de cartes précises ayant obéré la conduite des opérations lors de ce conflit, Schmitt fait partie en 1764 d'une commission chargée d'améliorer la cartographie militaire. La nécessité de disposer de militaires formés aux spécificités de la guerre incite les autorités impériales à consacrer davantage de moyens à la formation et à l'éducation des officiers, qui comprennent désormais une initiation à la cartographie. Ayant révélé ses capacités en la matière, Schmitt est promu au grade de lieutenant le 1er février 1769 et est transféré à l'état-major du quartier-maître général, tout juste réorganisé,.

### Carrière militaire
De 1769 à 1778, Schmitt est employé à la frontière turque, particulièrement à Temesvar dans le Banat. Nommé capitaine le 23 mars 1778, il est mobilisé durant la courte guerre de Succession de Bavière avant d'être transféré dans les Balkans, où il demeure jusqu'en 1782. Sa très bonne connaissance du pays lui permet de réaliser toute une série de cartes et d'effectuer des missions de renseignement en Bosnie, alors occupée par les Ottomans, afin de recueillir des informations en vue d'une nouvelle guerre avec la Sublime Porte. Il communique entre autres des documents sur la situation militaire des Turcs et son évaluation des effectifs ottomans présents à Osijek et Alt Gradiska est appréciée de ses supérieurs. 
Lorsque la guerre éclate officiellement en 1787, Schmitt est incorporé à l'état-major général du corps de Slavonie. Il participe à la prise de la forteresse de Šabac en Serbie, le 24 avril 1788, ce qui lui vaut d'être promu au grade de major le 14 mai par l'empereur Joseph II. L'année suivante, il est présent au siège de Belgrade et est fait lieutenant-colonel le 23 février 1790. Il est transféré en Bohême au mois de mars, sous les ordres du feld-maréchal Ernst Gideon von Laudon, dans le cadre d'une guerre préventive contre le royaume de Prusse. Le conflit ayant finalement été évité, Schmitt est envoyé dans les Pays-Bas autrichiens en 1791 pour y aider à réprimer une révolte locale.   

#### Parcours durant les guerres de la Révolution française

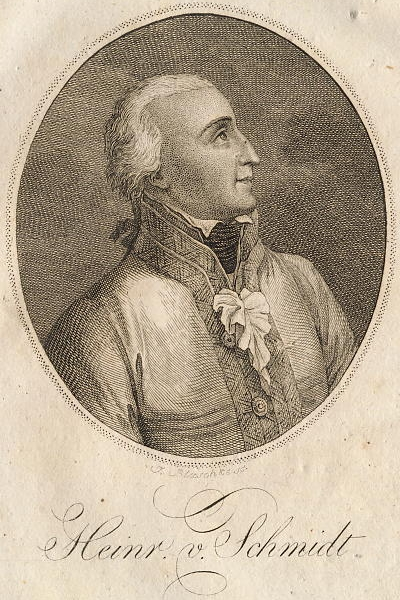
Gravure du général Heinrich von Schmitt par János Blaschke, 1811.

À l'époque de la Première Coalition contre la France révolutionnaire en avril 1792, Schmitt sert comme officier d'état-major au sein de l'armée impériale stationnée dans les Pays-Bas autrichiens. Il se distingue lors de la défense du col de la Croix-aux-Bois le 14 septembre 1792 et à la bataille de Raismes le 8 mai 1793. Élevé au grade de colonel le 3 septembre suivant, il est placé sous les ordres du prince de Saxe-Cobourg-Saalfeld. À l'automne 1794, Schmitt supervise la retraite du gros des forces impériales, désormais commandées par le successeur de Cobourg, le comte de Clerfayt, depuis leur position devenue intenable dans les Pays-Bas autrichiens jusqu'à l'est du Rhin,. Il fait la campagne de 1795 aux côtés de Clerfayt avant d'être incorporé en avril 1796 à l'état-major de l'archiduc Charles par l'empereur François II. Assisté de son adjoint Anton Mayer von Heldensfeld, Schmitt planifie dans une large mesure la campagne de 1796, qui est marquée par des victoires impériales à la bataille d'Amberg le 24 août et à la bataille de Wurtzbourg le 2 septembre. Pour ces succès, il reçoit les épaulettes de général-major le 6 de ce mois.
La faveur dont Schmitt jouit auprès de l'archiduc se détériore brièvement lorsqu'il est soupçonné d'être à l'origine de l'assassinat des plénipotentiaires français au second congrès de Rastatt le 29 avril 1799. La commission officielle chargée d'enquêter sur ce crime exerce une pression considérable sur Schmitt, à tel point que celui-ci démissionne temporairement de ses fonctions de chef d'état-major auprès de l'archiduc Charles ; il est finalement réintégré peu après. Le 1er mars 1800, Schmitt est élevé au grade de feld-maréchal-lieutenant. Après le remplacement de l'archiduc Charles par le maréchal Kray, Schmitt, bien que maintenu à l'état-major de Kray, sollicite de nouveau sa mise à la retraite, se disant fatigué et incapable d'assumer les exigences de son poste. Les relations tendues qu'il entretient avec le quartier-maître général de Kray, le général Jean-Gabriel du Chasteler, ont toutefois certainement pesé dans sa décision. Sa démission est refusée une première fois mais Kray se fait insistant et Schmitt est officiellement relevé de ses fonctions par l'empereur François II le 19 août 1800. Il se retire alors à Kremsier, près de Brno.

#### Remise en activité et mort au combat
Schmitt est rappelé à l'armée durant la guerre de la Troisième Coalition en 1805. Muni d'une lettre de recommandation de l'empereur François au général en chef russe Mikhaïl Koutouzov, Schmitt arrive au quartier-général russe et est nommé chef d'état-major de l'armée alliée. Réunis à l'abbaye de Melk, sur le Danube, lui et les autres commandants élaborent une stratégie visant à encercler les troupes françaises du maréchal Édouard Mortier près de Dürenstein. Pour ce faire, ils ont recours aux services d'un capitaine originaire de la région dont la connaissance de la géographie locale doit se révéler précieuse dans l'exécution du plan.

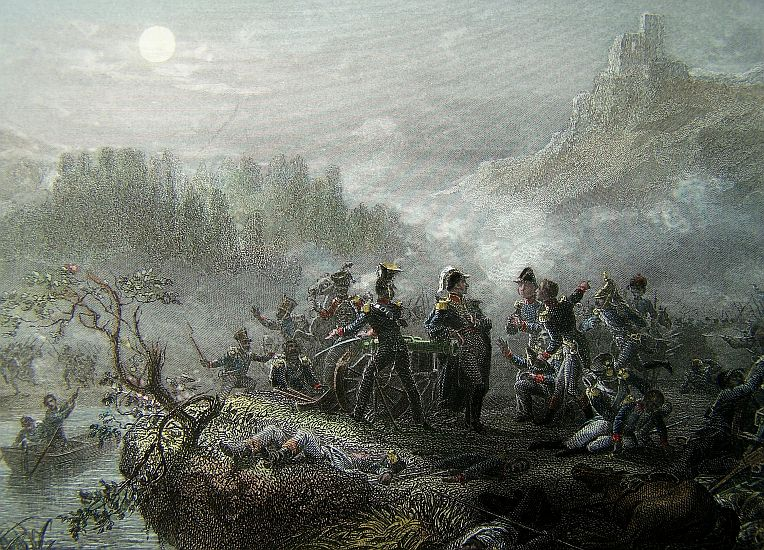
Le maréchal Mortier à la bataille de Dürenstein. Schmitt est tué, peut-être de manière accidentelle, dans la confusion et l'obscurité de la fin de la bataille.

Venu de Linz et de Passau, le maréchal Mortier progresse en direction de Vienne sur la rive nord du Danube. Ses trois divisions sont étirées sur un front de 56 km le long du fleuve, entre Marbach et Dürenstein. La distance importante qui sépare les unités françaises rend ces dernières vulnérables à une attaque venant du nord, ce que Napoléon n'a pas manqué de faire remarquer à son subordonné. Schmitt met à profit cette erreur d'appréciation de son adversaire pour porter un contrecoup : le 11 novembre 1805, l'armée de Koutouzov attaque la division d'infanterie du général Honoré Théodore Maxime Gazan, attachée au corps de Mortier. Le commandant français croit tout d'abord n'avoir affaire qu'à un petit contingent, mais les Russes encerclent sa position avec deux colonnes dans la plaine alluviale de Dürenstein. Sans possibilité d'avance ou de retraite, Gazan se retrouve pris au piège. Une deuxième division française débouche à son tour sur les lieux en milieu d'après-midi et tombe sur le flanc des Russes, pour être à son tour prise à partie par une colonne austro-russe aventurée dans les montagnes et dirigée par Schmitt en personne. 
La bataille se prolonge une bonne partie de la nuit mais les Français profitent de la suspension des combats pour retraverser le Danube sur des barques. La division Gazan perd plus de 40 % de son effectif ainsi que plusieurs canons et drapeaux. Dans la confusion et l'obscurité, Schmitt est tué, probablement victime du feu ami, dans un champ entre Wadstein et Heudürrgraben. Wilhelm von Kotzebue, un Allemand servant dans l'armée russe, raconte que la colonne de Schmitt a été prise dans un échange de tirs croisés entre le corps russe de Dokhtourov et un parti de cavalerie français au bord du Danube, et que c'est alors que Schmitt aurait été mortellement atteint. Le général autrichien est enterré sur le champ de bataille avec les morts de la colonne russe qu'il commandait. L'emplacement exact de sa sépulture est inconnu mais un monument à sa mémoire est érigé dans un parc à proximité de Krems en 1811.

## Considérations

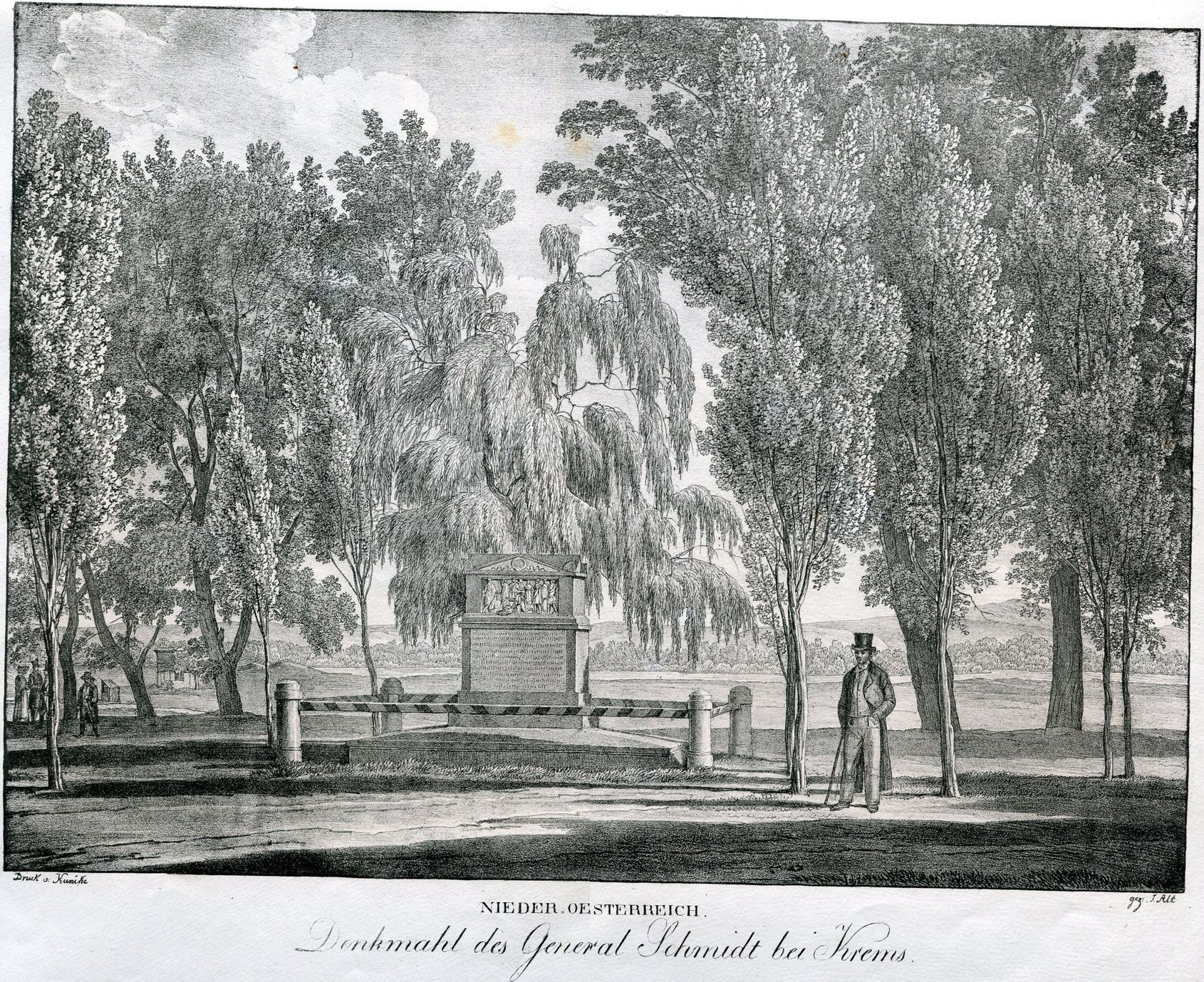
Monument au général Schmitt près de Krems.

Schmitt est célibataire. Réputé pour sa vive intelligence, son sang-froid et son courage naturel, il est reconnu en son temps comme l'un des officiers les plus distingués et les plus capables de l'armée impériale autrichienne. David Hollins le considère même comme l'« un des plus grands chefs d'état-major de l'histoire ». L'historien militaire Digby Smith émet pour sa part l'hypothèse que la présence de Schmitt à la bataille d'Austerlitz en tant que chef d'état-major des Coalisés, en lieu et place de Franz von Weyrother, aurait pu fortement influencer l'issue des combats. Au lieu de cela, Weyrother, un des architectes de la défaite autrichienne à Hohenlinden, est à l'origine du désastreux plan de bataille de l'armée austro-russe à Austerlitz. 
Cependant, l'historien russe Oleg Sokolov estime que la réputation de Schmitt est surévaluée dans l'historiographie et que les ordres transmis la veille de la bataille de Dürenstein « semblent confirmer un jugement peu flatteur sur les capacités de cet homme ». Il ajoute : « la disposition de Schmidt […] était extrêmement compliquée et ne prenait absolument pas en compte des considérations aussi élémentaires que les embarras possibles dans la marche des colonnes, la mauvaise qualité des routes, la difficulté engendrée par l'absence de moyens de communication efficaces […] pour diriger les unités dispersées ». Dans ses mémoires, le général Jean-Baptiste Crossard émet sur Schmitt le jugement suivant : « homme né avec le génie de la guerre, d'un sang-froid imperturbable, d'une bravoure calme, incapable de dissimulation, d'un excellent conseil ; mais peu jaloux de le faire valoir, s'il était combattu ».